# Imaghlane
Der Imaghlane (auch El Rharous) ist ein 1862 m hoher Berg im Hochgebirge Aïr in Niger.

## Geographie
Der Imaghlane liegt im Osten des Aïr. Er gehört zum Departement Iférouane und ist Teil des UNESCO-Welterbes Naturreservat Aïr und Ténéré. Am Nordrand des Imaghlane verläuft der 19. nördliche Breitengrad. Nordwestlich des Bergs erhebt sich das Gebirgsmassiv Adrar Tamgak, östlich der Berg Taghmert.
Der Imaghlane ist ein Pluton mit einem Durchmesser von zwölf Kilometern. Er liegt innerhalb des großen Ring-Dykes Meugueur-Meugueur. Der Berg besteht aus Amphibol-Graniten und Syeniten.